# 福斯智欣
福斯智欣（英語：Fiona Fussi），或称智欣，新加坡出生的奥地利和香港混血国际模特兒。

## 个人生活
爸爸是奧地利人，媽媽是香港人。

## 演艺生涯
2019年
- 《最后的夫人》 饰 志灵
- 《Fresh！新登场—那年树下》 饰 倪芯妮[3]
- 《Girl Band Called Girl Band》 饰